# Los Capulines, Veracruz
Los Capulines är en ort i Mexiko.   Den ligger i kommunen Tlalnelhuayocan och delstaten Veracruz, i den sydöstra delen av landet, 220 km öster om huvudstaden Mexico City. Los Capulines ligger 1 565 meter över havet och antalet invånare är 153.
Terrängen runt Los Capulines är kuperad åt sydost, men åt nordväst är den bergig. Runt Los Capulines är det ganska tätbefolkat, med 100 invånare per kvadratkilometer. Närmaste större samhälle är Xalapa, 8,7 km öster om Los Capulines. I omgivningarna runt Los Capulines växer i huvudsak städsegrön lövskog.